# Male di luna

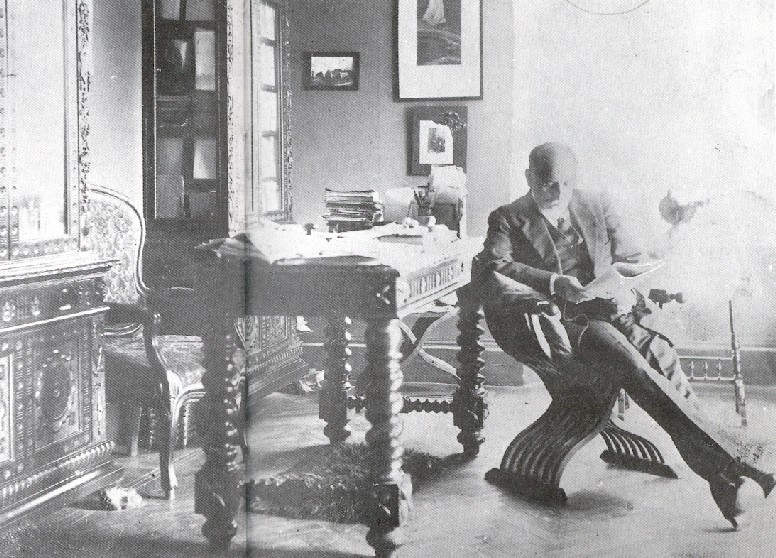
Pirandello nel suo studio nel 1922

Male di luna è una novella di Luigi Pirandello, pubblicata nel 1913 sul Corriere della Sera e poi inserita tra le Novelle per un anno nel volume Dal naso al cielo.

## Trama
All'inizio del racconto vengono introdotti i personaggi di Sidora e Batà, due coniugi che vivono in una casa-capanna. Con un flashback viene raccontato che la madre di Sidora voleva costringere la figlia a sposare Batà, non dando retta ai consigli delle comari del paese, che sconsigliavano a Sidora di sposarsi con Batà, perché era un tipo taciturno e non si conosceva bene cosa faceva nella vita; Sidora come se non bastasse era innamorata del cugino Saro, ma alla fine sposa Batà, non potendo disobbidire alla madre.  Una sera però Sidora scopre che Batà è malato di licantropia e, impaurita, scappa in paese a casa della madre. Il giorno dopo Batà si reca anch'esso dalla suocera, per scusarsi di non aver mai rivelato la sua malattia (grave colpa, perché altrimenti la madre di Sidora non lo avrebbe scelto come sposo per sua figlia). Si mette con una sedia davanti alla porta della casa, ma Sidora proprio non ne vuol sapere di perdonarlo. Intanto le comari, che si affacciavano dalle case per la curiosità, si impietosiscono di Batà, e si fanno raccontare la sua storia, di come da bambino venne lasciato sotto la luce lunare e di come prese la malattia. Le comari, impietosite da Batà, convincono la madre di Sidora a stringere un patto con lui: secondo cui, Sidora avrebbe potuto vivere con lui, ma ogni volta che lui avesse avuto gli attacchi, la madre di Sidora e il cugino Saro sarebbero dovuti andare a casa loro, perché Sidora aveva paura da sola. Così avrebbe potuto far contenta anche sua figlia, perché poteva capitare che Saro si innamorasse di Sidora. Ma il piano non funzionò, perché Saro era più pauroso di lei. Sidora lo provocava, ma lui, impaurito e provando compassione per Batà, la considerava matta, perché suo marito era in quello stato e a lei non importava niente, anzi, rideva.

## Edizioni
- Luigi Pirandello, Novelle per un anno, Prefazione di Corrado Alvaro, Mondadori 1956-1987, 2 volumi. 0001690-7
- Luigi Pirandello, Novelle per un anno, a cura di Mario Costanzo, Prefazione di Giovanni Macchia, I Meridiani, 2 volumi, Arnoldo Mondadori, Milano 1987 EAN: 9788804211921
- Luigi Pirandello, Tutte le novelle, a cura di Lucio Lugnani, Classici Moderni BUR, Milano 2007, 3 volumi.
- Luigi Pirandello, Novelle per un anno, a cura di S. Campailla, Newton Compton, Grandi tascabili economici.I mammut, Roma 2011 Isbn 9788854136601
- Luigi Pirandello, Novelle per un anno, a cura di Pietro Gibellini, Giunti, Firenze 1994, voll. 3.